# Round Round
Round Round – drugi singel zespołu Sugababes z ich drugiego studyjnego albumu Angels with Dirty Faces. Został wydany pod koniec 2002 roku.

## Lista utworów
1. Round Round – 3:57
2. Groove Is Going On – 4:04
3. Freak Like Me (Girls On Top Dancehall Mix) – 3:30

### Wydany w Wielkiej Brytanii CD 2
1. Round Round – 3:57
2. Round Round (Craigie & Crichton Mix) – 5:00
3. Round Round (Soulwax Mix) – 4:12
4. Round Round (Seani B Mix) – 4:25